# Olympiades (Métro Paris)
Olympiades ist eine unterirdische Station und derzeitige Endstation der Linie 14 der Pariser Métro. Sie befindet sich im 13. Arrondissement unterhalb der Rue de Tolbiac. Die Station wurde am 26. Juni 2007 mit der Erweiterung der Linie 14 in Betrieb genommen.
Die Station ist nach einer gleichnamigen Hochhaussiedlung benannt, die sich südwestlich von ihr befindet.

## Geschichte
Die Station Olympiades war seit Beginn der Planungen für die Linie 14 als Bestandteil einer Verbindung zwischen Saint-Lazare und Maison Blanche vorgesehen. Bei der Eröffnung der Linie im Jahr 1998 ging die Linie jedoch aus finanziellen Gründen zunächst nur zwischen den Stationen Madeleine und Bibliothèque François Mitterrand in Betrieb. Das Tragwerk der Station Olympiades bestand zu diesem Zeitpunkt jedoch bereits, da sich dort eine Abstellanlage für die Züge der Linie 14 befand. Die Bauarbeiten zum endgültigen Ausbau der Station begannen im Mai 2001 und dauerten sechs Jahre. Obwohl die Eröffnung ursprünglich für 2006 vorgesehen war, fand sie erst am 25. Juni 2007 um 18:30 Uhr statt. Einen Tag später wurde die Station regulär in Betrieb genommen.

## Anlage

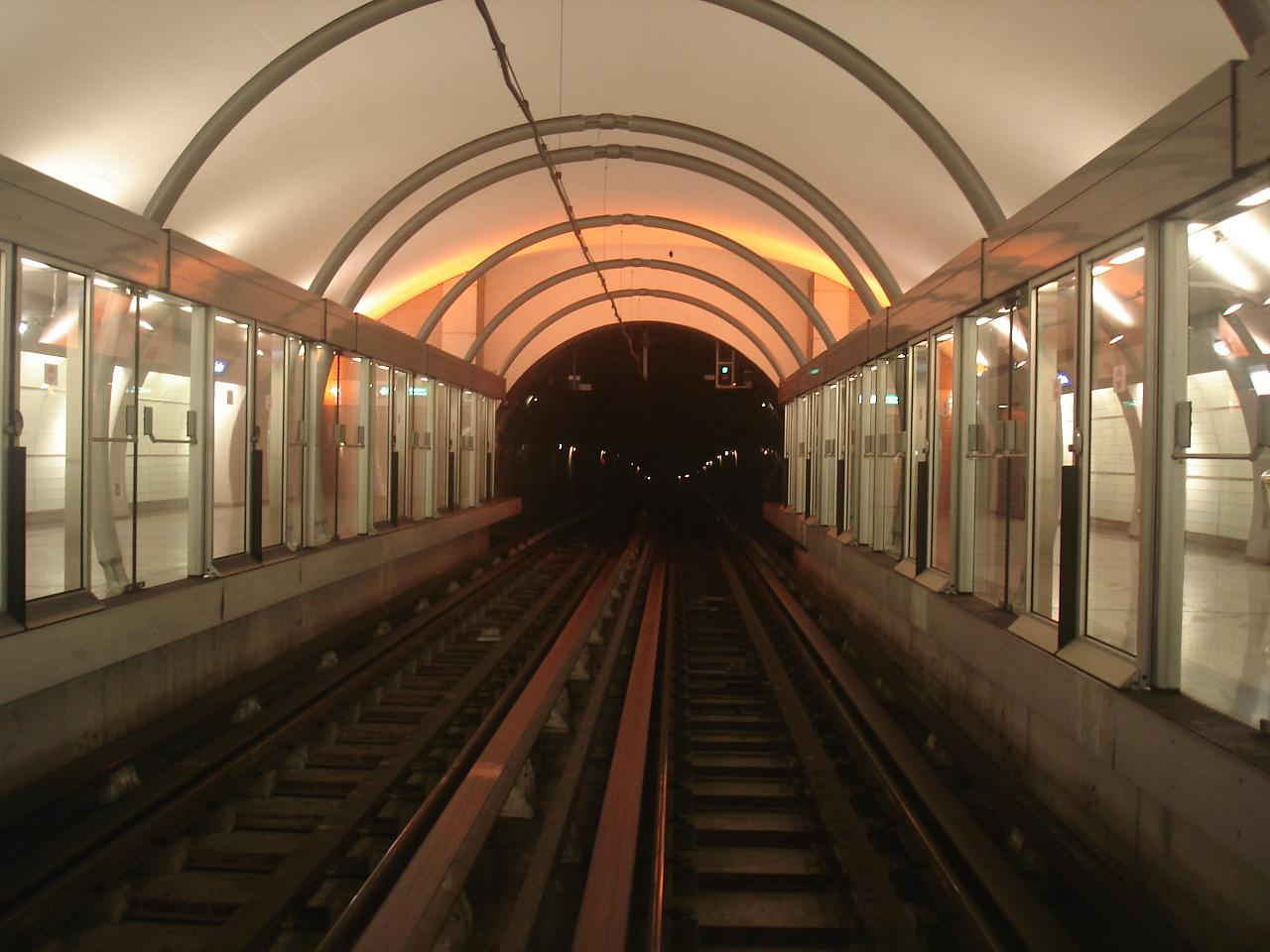
Blick aus einem Zug in den Tunnel in Richtung Saint-Lazare

Die Station besteht aus drei Geschossen: Im obersten Stockwerk werden die Fahrscheine verkauft, darunter befindet sich ein Zwischengeschoss. Die Gleise und die Bahnsteige befinden sich im tiefsten Geschoss. Diese sind für beide Fahrtrichtungen getrennt und wurden mit Bahnsteigtüren versehen, da die Linie 14 führerlos betrieben wird.